# Młosina
Młosina – mała rzeka wypływająca z jeziora Brzeźno w południowym regionie Kaszub zwanym Zaborami. Rzeka w całym swoim przebiegu aż do ujścia do rzeki Zbrzycy stanowi szlak spływów kajakowych. Rzeka przepływa przez jeziora Młosino Małe, Kły, Młosino Wielkie, Leśno Górne i Leśno Dolne jak również przez miejscowości Lamk, Orlik i Leśno.
Na zachód od miejscowości Leśno do Młosiny uchodzi z północy struga Młosienica.
Występują również warianty nazewnicze rzeki: Mlusina, Mlusino i Młusina.